# Chasbulat Askar-Sarydscha
Chasbulat Nuchbekowitsch Askar-Sarydscha (russisch Хасбулат Нухбекович Аскар-Сарыджа; * 1900 in Achty; † 1982 in Moskau) war ein lesgisch-russischer Bildhauer.

## Leben
Askar-Sarydscha wuchs in einer kinderreichen Familie auf, in der insbesondere der Vater die kreativen Fähigkeiten der Kinder förderte. Askar-Sarydscha absolvierte zunächst die Musikschule in Armawir und studierte dann am Moskauer Konservatorium in der Klavierklasse. Er arrangierte volkstümliche Melodien und trat in Konzerten auf. 1919 nahm er zusammen mit M.-A. Dschemal an Jewgeni Jewgenjewitsch Lanseres Zeichenkursen in Temir-Chan-Schura teil. 1922 lernte er den Bildhauer Iakob Nikoladse kennen, worauf Askar-Sarydscha 1923 das Studium an der Bildhauerei-Fakultät des Leningrader Höheren Künstlerisch-Technischen Institutes  bei Alexander Terentjewitsch Matwejew begann. 1927 schloss er das Studium so erfolgreich ab, dass er bald danach zum weiteren Studium nach Italien geschickt wurde. Er studierte dort die Denkmäler der klassischen europäischen Kunst und arbeitete in der Werkstatt des bulgarischen Bildhauers N. Nikolajew. Nach seiner Rückkehr 1928 war er an der Errichtung monumentaler Denkmäler in Dagestan beteiligt und gab Zeichenunterricht an Schulen. Er wurde Direktor des Dagestaner Regionalmuseums. 1937 ließ er sich in Moskau nieder.
An der Fassade der Kinderkunstschule in Achty befindet sich eine Askar-Sarydscha-Büste.

## Ehrungen, Preise
- Ehrenzeichen der Sowjetunion (zweimal)
- Verdienter Künstler der Dagestanischen ASSR (1943)
- Volkskünstler der Dagestanischen ASSR
- Verdienter Künstler der Kasachischen SSR (1961)
- Gamsat-Zalassa-Preis[2]

## Werke
- Der letzte Verteidiger von Gunib
- Imam Schamil (1942, Tretjakow-Galerie, Moskau)
- Reiterstandbild Magomed-Ali Dachadajew auf dem Bahnhofsvorplatz in Machatschkala
- Bronzebüste des dagestanischen Dichters Omarla Batyrai in Sergokala
- Bronzebüste des lesgischen Dichters Suleiman Stalski in Machatschkala
- Bronzebüste des awarischen Dichters Gamsat Zadassa in Machatschkala
- Porträtskulptur des lesgischen Scheichs Magomed Jaragski
- Reiterstandbild Amangeldy Imanows (Architekt Toleu Bassenow, 1947, Almaty)
- Reiterstandbild des mongolischen Revolutionärs Damdiny Süchbaatar in der Mongolei
- Lenin-Denkmäler in Rybinsk (1957) und Sewerodwinsk